# Майкъл Чимино (актьор)
Вижте пояснителната страница за други личности с името Майкъл Чимино.
Майкъл Чимино е американски актьор. Най-известен е с ролите си на Боб Палмери във филма „Анабел 3“ и като Виктор Салазар в сериала „С любов, Виктор“, който е спиноф на филма „С любов, Саймън“ от 2018 г.

## Ранен живот
Роден е на 10 ноември 1999 г. Чимино е израснал е в Лас Вегас, Невада. Баща му е от италианско-германски произход, а майка му е от пуерторикански произход. Започва да се занимава с актьорско майсторство на осемгодишна възраст.

## Кариера
Майкъл се премества да живее в Лос Анджелис, когато е на 18 години. През 2019 г. участва във филма „Анабел 3“, където играе Боб Палмери.
През август 2019 г. е обявено, че Чимино ще играе главната роля в сериала „С любов, Виктор“. Първоначално е планирано сериала да се излъчи по Disney+, но през 2020 г. е преместен и излъчен от Hulu.
На 15 юни 2021 г. Чимино пуска първия си сингъл Love Addict.
От 2022 г. озвучава Кевин в анимационния сериал на Дисни, „Хамстер и Гретел“, а от февруари 2023 озвучава и Едуардо в „Лунното момиче и Дяволският динозавър“.

## Личен живот
За разлика от персонажа си в „С любов, Виктор“, Чимино е хетеросексуален.